# 米斯泰尔比安科

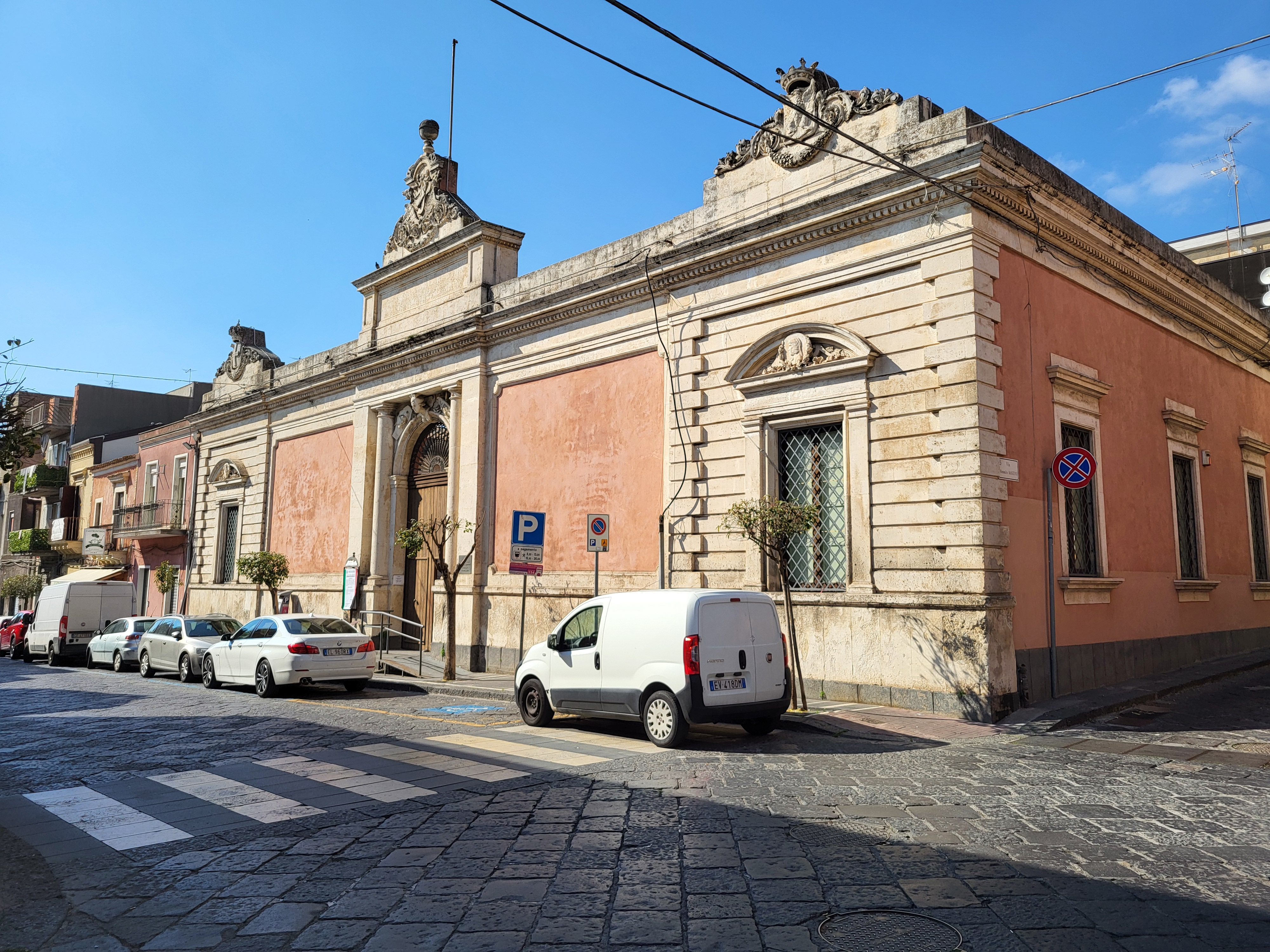
市镇图书馆

米斯泰尔比安科（義大利語：Misterbianco）是意大利西西里大區卡塔尼亞廣域市的市镇。市镇面积为37.5平方公里，2022年时人口数量为49,039人。该市镇位于巴勒莫东南160公里处，卡塔尼亞西边6公里处。